# Gustavo Montini

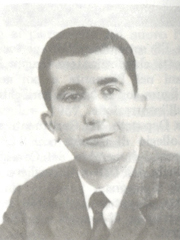
Gustavo Montini

Gustavo Montini (16 de setembro de 1920 – 22 de setembro de 2004) foi um advogado e político italiano que serviu como prefeito de Pordenone (1956 – 1967), senador (1968 – 1976) e subsecretário de Estado da Defesa no Gabinete Andreotti II (1972 – 1973).